# هيرمان تشيرنوف
هيرمان تشيرنوف (بالإنجليزية: Herman Chernoff)‏ (و. 1923 – م) هو رياضياتي، وفيزيائي، وعالم إحصاء من الولايات المتحدة الأمريكية . ولد في نيويورك . وهو عضواً في الجمعية الرياضياتية الأمريكية، والأكاديمية الوطنية للعلوم، والأكاديمية الأمريكية للفنون والعلوم .

## التعليم
تعلم في جامعة براون

## مناصب وهيئات
أدار جامعة هارفارد.